# Cesare Sforza
Cesare Sforza (Visconti) (Milano, 3 maggio 1491 – Milano, 4 gennaio 1514) fu abate della basilica di San Nazaro in Brolo a Milano dal 1498, canonico dal 1503.

## Biografia
Figlio naturale di Ludovico Maria Sforza detto "il Moro", all'epoca duca di Bari, e della sua amante del tempo, Cecilia Gallerani, Cesare nacque il 3 maggio 1491 a Milano, pochi mesi dopo il matrimonio di suo padre con Beatrice d'Este. Come segno di gratitudine, Cecilia ottenne in dono il feudo di Saronno e diversi beni.
Proprio in seguito al matrimonio, il padre pose gradualmente fine alla propria relazione con Cecilia, tuttavia la donna rimase ad abitare a corte col neonato Cesare almeno fino all'inizio del 1492, quando sposò il giovane cavaliere Ludovico Carminati detto "il Bergamino", matrimonio combinato dal duca per sistemare dignitosamente la vecchia amante.
La coppia si trasferì nel palazzo Carmagnola di Milano, già donato a Cesare dal padre, che accolse intellettuali e letterati. Ufficialmente legittimato dal padre e benvoluto dalla matrigna, Cesare poté comunque frequentare la corte ducale e crebbe insieme ai fratellastri, figli legittimi e illegittimi del padre.
Fin dalla nascita fu destinato alla carriera ecclesiastica e il padre tentò, all'età di sei anni, di farlo nominare arcivescovo di Milano.
Il presunto ritratto di Cesare Sforza, o altrimenti del fratellastro Ercole Massimiliano, inginocchiato accanto al padre Ludovico, è contenuto nella Pala Sforzesca, opera del Maestro della Pala Sforzesca.

## Ascendenza
|                       |   |                        | Genitori               |  |  | Nonni |  |  | Bisnonni          |  |  | Trisnonni          |  |
|                       |   |                        |                        |  |  |       |  |  | Giacomo Attendolo |  |  | Giovanni Attendolo |  |
|                       |   |                        |                        |  |  |       |  |  | Giacomo Attendolo |  |  | Giovanni Attendolo |  |
|                       |   | Elisa Petraccini       |                        |  |  |       |  |  | Giacomo Attendolo |  |  |                    |  |
| Francesco I Sforza    |   |                        |                        |  |  |       |  |  | Giacomo Attendolo |  |  |                    |  |
|                       |   | Lucia Terzani          | …                      |  |  |       |  |  |                   |  |  |                    |  |
|                       |   | Lucia Terzani          | …                      |  |  |       |  |  |                   |  |  |                    |  |
|                       |   | Lucia Terzani          | …                      |  |  |       |  |  |                   |  |  |                    |  |
| Ludovico Sforza       |   | Lucia Terzani          |                        |  |  |       |  |  |                   |  |  |                    |  |
|                       |   | Filippo Maria Visconti | Gian Galeazzo Visconti |  |  |       |  |  |                   |  |  |                    |  |
|                       |   | Filippo Maria Visconti | Gian Galeazzo Visconti |  |  |       |  |  |                   |  |  |                    |  |
|                       |   | Filippo Maria Visconti | Caterina Visconti      |  |  |       |  |  |                   |  |  |                    |  |
| Bianca Maria Visconti |   | Filippo Maria Visconti |                        |  |  |       |  |  |                   |  |  |                    |  |
|                       |   | Agnese del Maino       | Ambrogio del Maino     |  |  |       |  |  |                   |  |  |                    |  |
|                       |   | Agnese del Maino       | Ambrogio del Maino     |  |  |       |  |  |                   |  |  |                    |  |
|                       |   | Agnese del Maino       | Ne de Negri            |  |  |       |  |  |                   |  |  |                    |  |
| Cesare Sforza         |   | Agnese del Maino       |                        |  |  |       |  |  |                   |  |  |                    |  |
|                       | … | …                      |                        |  |  |       |  |  |                   |  |  |                    |  |
|                       | … | …                      |                        |  |  |       |  |  |                   |  |  |                    |  |
|                       | … | …                      |                        |  |  |       |  |  |                   |  |  |                    |  |
| Fausto Gallerani      | … |                        |                        |  |  |       |  |  |                   |  |  |                    |  |
|                       |   | …                      | …                      |  |  |       |  |  |                   |  |  |                    |  |
|                       |   | …                      | …                      |  |  |       |  |  |                   |  |  |                    |  |
|                       |   | …                      | …                      |  |  |       |  |  |                   |  |  |                    |  |
| Cecilia Gallerani     |   | …                      |                        |  |  |       |  |  |                   |  |  |                    |  |
|                       |   | …                      | …                      |  |  |       |  |  |                   |  |  |                    |  |
|                       |   | …                      | …                      |  |  |       |  |  |                   |  |  |                    |  |
|                       |   | …                      | …                      |  |  |       |  |  |                   |  |  |                    |  |
| Margherita Busti      |   | …                      |                        |  |  |       |  |  |                   |  |  |                    |  |
|                       |   | …                      | …                      |  |  |       |  |  |                   |  |  |                    |  |
|                       |   | …                      | …                      |  |  |       |  |  |                   |  |  |                    |  |
|                       |   | …                      | …                      |  |  |       |  |  |                   |  |  |                    |  |
|                       |   | …                      |                        |  |  |       |  |  |                   |  |  |                    |  |